# Lucas Tramèr
Lucas Tramèr, né le 1er septembre 1989 à Interlaken, est un rameur suisse. Il est notamment champion d'Europe et du monde en 2013 et en 2014 dans l'épreuve du deux sans barreur poids léger avec Simon Niepmann ainsi que champion du monde et champion d'Europe en quatre sans barreur poids légers en 2015. Il obtient une médaille d'or en quatre sans barreur poids légers aux Jeux olympiques de 2016 avec Simon Niepmann, Mario Gyr et Simon Schürch.

## Carrière
Lucas Tramèr est médaillé de bronze aux championnats d'Europe d'aviron 2010 dans l'épreuve du quatre sans barreur poids légers ainsi que 8e aux Championnats du monde d'aviron 2010 et 6e aux Championnats du monde d'aviron 2011 dans la même catégorie. Il participe aux Jeux olympiques d'été de 2012 dans la catégorie quatre sans barreur poids légers avec Mario Gyr, Simon Niepmann et Simon Schürch où il obtient diplôme olympique en se classant 5e. En 2013, il est champion d'Europe à Séville (Espagne) et champion du monde à Chungju (Corée du Sud) dans l'épreuve du deux sans barreur poids léger avec Simon Niepmann. Les deux rameurs conservent leurs titres européen et mondial en 2014, respectivement à Belgrade et Amsterdam,. En 2015, il gagne les titres de champion d'Europe et champion du Monde en quatre sans barreur poids légers. En 2016, l'équipe défend son titre de champion d'Europe, avant de gagner le titre olympique aux Jeux olympiques d'été de 2016 en quatre sans barreur poids légers avec Simon Schürch, Simon Niepmann.